# Gonczarowka (obwód woroneski)
Gonczarowka (ros. Гончаровка) – wieś (sieło) w Rosji, w obwodzie woroneskim, w rejonie podgornieńskim. W 2021 liczyła 692 mieszkańców.